# 庆节
庆节（？—？），姬姓，是公刘的儿子，周部落首领。公刘死后，由庆节继立，建国于豳（今陕西省彬县）。洪亮吉引述《诗经》中“笃公刘，于豳斯馆”，认为公刘时已经迁豳。
庆节死后，儿子皇仆继立。